# Regierungshof (Flensburg)

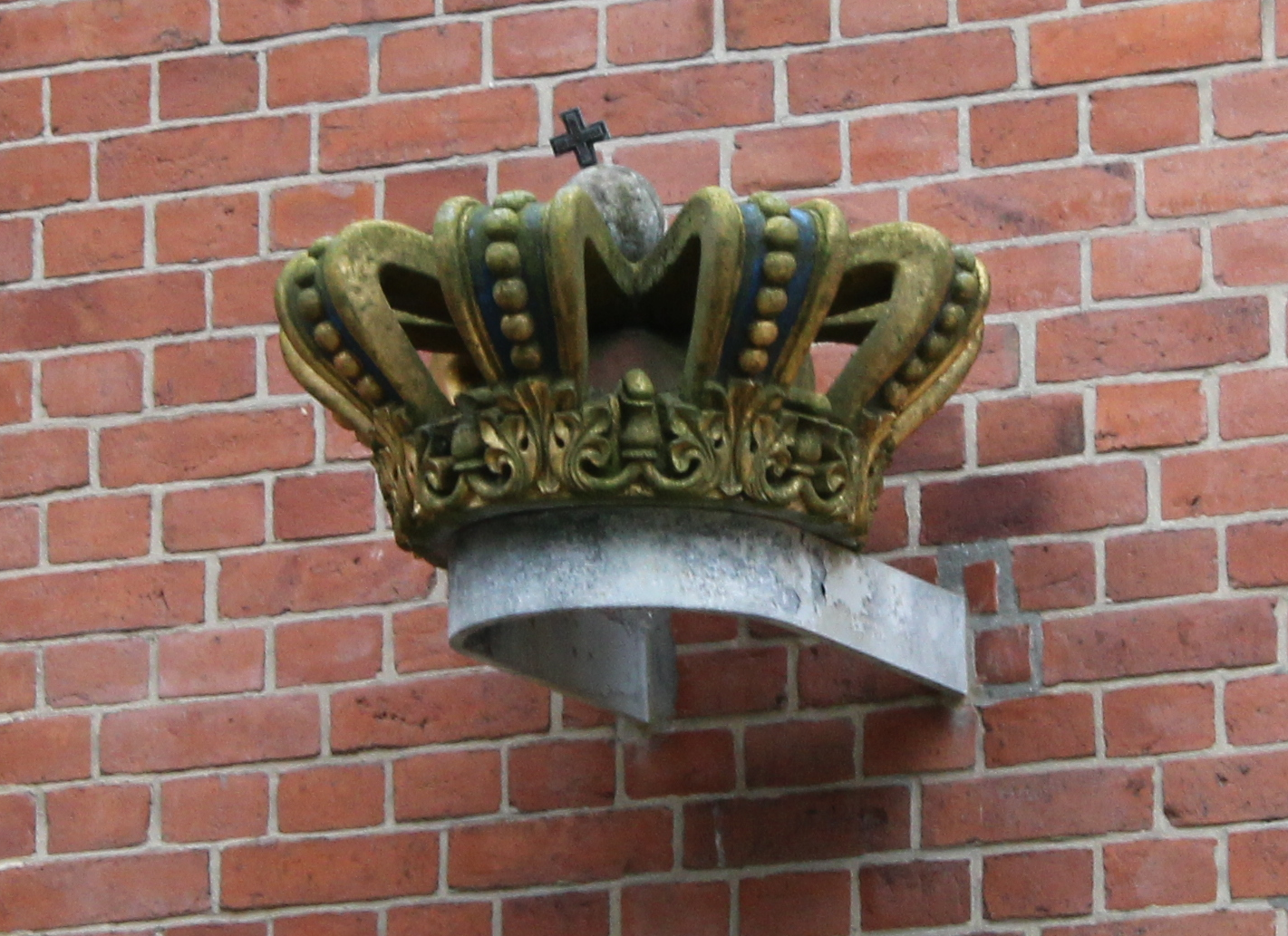
Die erhaltene Krone des Giebels vom Regierungsgebäude, Holm Nr. 7

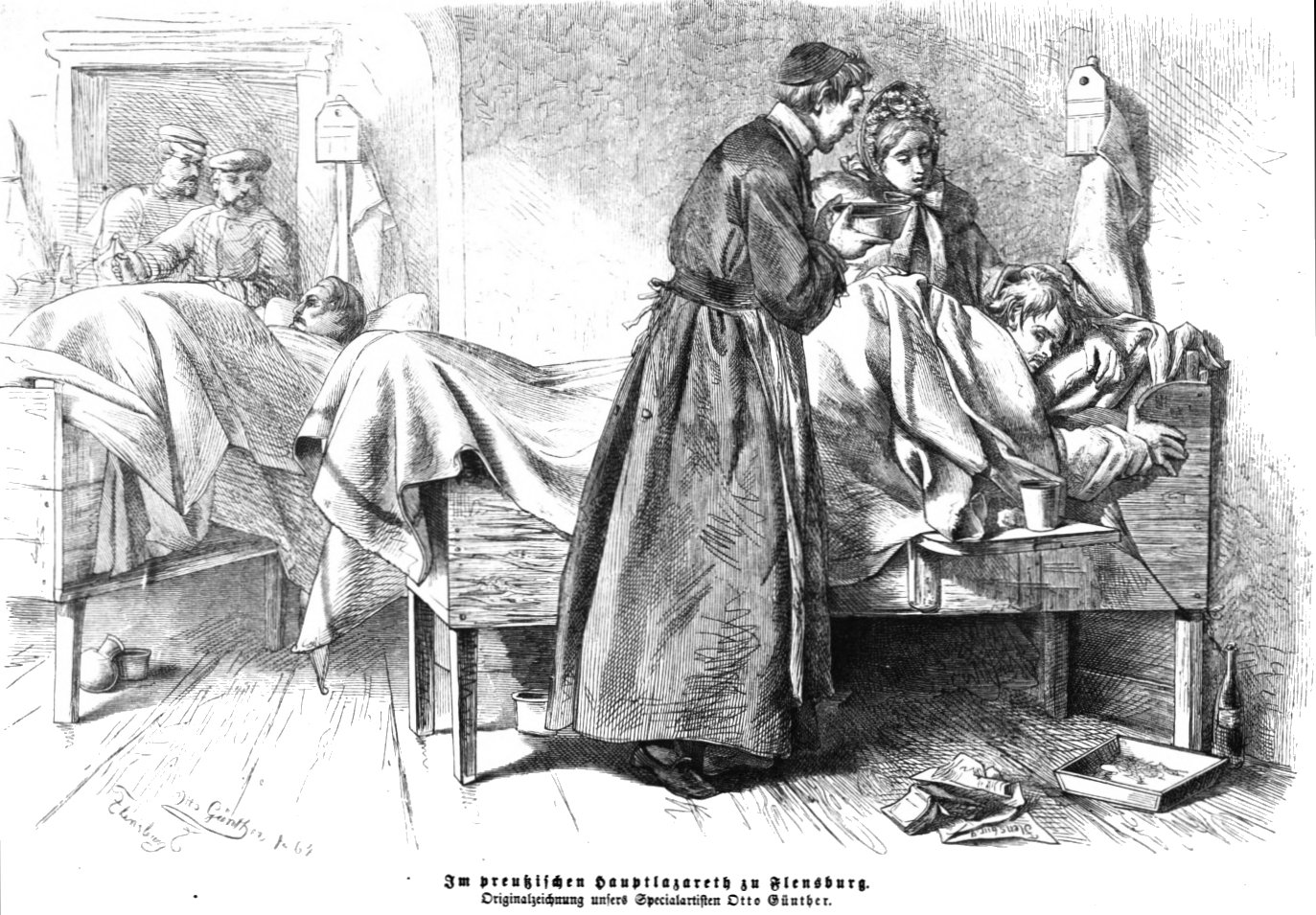
Preußisches Hauptlazareth im Regierungshof 1864

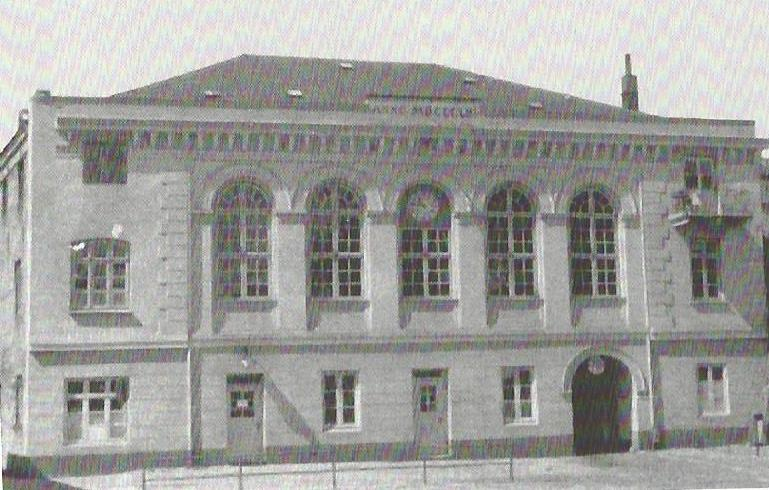
Das Ständehaus auf der Ostseite des Regierungshofes

Der Regierungshof in Flensburg war ein ehemaliger Kaufmannshof, der in den 50er Jahren des 19. Jahrhunderts für parlamentarische Aufgaben und staatliche Verwaltungszwecke ausgebaut worden war, da Flensburg als Hauptstadt für das Herzogtum Schleswig dienen sollte. So war der Hof seit dem Jahr 1852 zunächst Sitz der Schleswigschen Ständeversammlung. Von 1882 bis 1964 diente er als provisorischer Ersatz für das alte Flensburger Rathaus.

## Geschichte
Der ursprüngliche Kaufmannshof wurde 1850 für 90.000 Goldmark durch die dänische Regierung dem Kaufmann Frieder Mommsen abgekauft. Im Jahr 1851 wurde die Regierung des Herzogtums Schleswig nach Flensburg verlegt. Noch im selben Jahr versammelten sich die Notabeln zur Beratung einer Verfassung für das Herzogtum. Ein Jahr später, im Mai 1852, wurde dann das Londoner Protokoll verabschiedet. Doch wirklich bezogen war das Regierungsgebäude mit der Adresse Holm Nr. 7 wohl offenbar erst im besagten Jahr 1852. Ein Jahr später, im Jahre 1853, wurde im Hof des Regierungsgebäudes vom Stadtbaumeister Laurits Albert Winstrup das sogenannte Ständehaus errichtet, welches den Hof nach Osten hin abschloss und wo seitdem die Schleswigsche Ständeversammlung saß. Dem Vorderhaus zum Holm soll Winstrup zudem einen neuen Giebel verliehen haben. Der Regierungshof, der auf einem Doppelgrundstück stand, beherbergte außerdem das Appellationsgericht sowie die Zentralkasse.
Seit dem Jahr 1858 wurden in der Zeit, in der die Ständeversammlung nicht tagte, Teile der Schleswigschen Sammlung Nordischer Alterthümer (auch Flensburger Sammlung genannt) im Ständehaus ausgestellt. Im Jahre 1861 wurde der nördliche Flügel des Regierungsgebäudes dauerhaft für die Sammlung zur Verfügung gestellt, wodurch dieser umgebaut werden musste. Die Sammlung, die zum Teil in einer Schule lagerte, wurde schrittweise dorthin überführt. Dort befand sie sich bis ins Jahr 1864. Auf Grund des Deutsch-Dänischen Krieges gelangte ein kleiner Teil der Sammlung nach Kopenhagen. Der größte Teil der Sammlung kam in den 1870er Jahren nach Kiel. Heutzutage befindet sich dieser Großteil der Sammlung im Schloss Gottorf.
Nachdem die preußischen Truppen am 7. Februar in die Stadt eingezogen waren, beschädigten am 28. Februar 1864 deutsch gesinnte Flensburger den Idstedt-Löwen, der auf dem Alten Friedhof stand. Zum Schutz des Monuments ließ die preußische Verwaltung es demontieren. Bis ins Jahr 1867 lagerte es im Regierungshof, danach wurde es nach Berlin gebracht. Später gelangte der Löwe nach Kopenhagen, bis er 2011 seinen ursprünglichen Standort in Flensburg wieder erhielt.
Seit April 1864 dienten das Ständehaus und das nicht weit entfernte Haus des Bürgervereins (heute: Borgerforeningen) als Kriegslazarette (vgl. Deutsch-Dänischer Krieg), in denen Aachener Franziskanerinnen mit Unterstützung des Malteserordens sich engagierten, womit das örtliche Malteser-Krankenhaus St. Franziskus-Hospital entstand und womit zugleich das erste Krankenhaus der Malteser entstanden war.
1868 bis 1869 wurde das Ständehaus zu einem Offizierskasino umgebaut und danach entsprechend genutzt. Die Berufsfeuerwehr Flensburgs wurde im Jahre 1904 aufgestellt und im ehemaligen Offizierskasinos untergebracht. Der Regierungshof diente zudem wohl auch noch eine Weile der Justizverwaltung, bevor er dann seine neue Bestimmung fand.
Seit dem Jahr 1882 diente der Regierungshof der Stadt Flensburg als provisorisches Rathaus, da das alte Rathaus, welches auf dem Thingplatz stand, für die Verwaltungsaufgaben zu klein geworden war. Deshalb plante man einen großen Neubau und wolle nur für eine kurze Übergangszeit den Regierungshof nutzen. Das alte Rathaus wurde kurz darauf abgerissen. Wie zu erwarten war reichten die Räumlichkeiten des Regierungshofes bald ebenfalls nicht mehr aus und die Verwaltung musste an verschiedenen Stellen der Stadt zusätzliche neue Räumlichkeiten beziehen. Man versuchte die benötigte Summe für ein neues Rathaus zusammenzusparen, doch ohne Erfolg. Bis 1952 diente das Ständehaus noch als Feuerwache, danach wurde sie verlegt (vgl. Feuerwehr Flensburg).
Zu Beginn der 1960er Jahre konkretisierten sich die Pläne zum Neubau eines Rathauses. Nach 1945 hatte man langsam damit begonnen die Flensburger Innenstadt in eine moderne Einkaufsstraße umzuwandeln, Die Altbausubstanz empfand man dabei häufig als störend und riss sie zu Gunsten einer modernen Bebauung ab. Nun, im März 1960 bot der Kaufhauskonzern Hertie der Stadt drei Millionen DM für den Regierungshof, um dort ein Kaufhaus zu errichten. Am 17. März 1960 beschloss die Ratsversammlung den Bau des neuen Rathauses. Durch den Bau sollte die gesamte Verwaltung wieder an einem Ort konzentriert werden und zum anderen empfand man damals den Regierungshof als weniger repräsentativ und erhoffte sich mehr von einem Neubau. Als Bauplatz wählte man ein großes Grundstück bei der Straße Am Pferdewasser. Schon am 21. Mai 1964 war der Umzug abgeschlossen. Der an den Kaufhauskonzern verkaufte Regierungshof, der über 80 Jahre als Rathaus gedient hatte, wurde noch im selben Jahr abgerissen. Zuvor ließ die Stadt ganze Gebäudebestandteile des Komplexes einlagern. Vom damaligen provisorischen Rathaus blieb des Weiteren der alte Ratskeller, der heutige Gnomenkeller (Holm Nr. 1) erhalten. Im Eckener-Haus sollen Gebäudeteile des Regierungshofes eingebaut worden sein. Doch mit dem Beginn der achtziger Jahre, als viele der alten Kaufmannshöfe wieder in Stand gebracht wurden, begann man den Abriss des Regierungshofes zu bedauern.